# 是川
是川（これかわ）は、青森県八戸市の地名。郵便番号031-0023。

## 地理
是川は八戸市南西部に位置し、八戸市南郷区に接している。中央部には新井田川が流れており、そのそばには是川遺跡がある。住宅団地の是川団地が立地している。なお、当地区にはNHK青森放送局のラジオ中継局が置かれ、三八地区の広範囲へ電波を発射している。

## 歴史

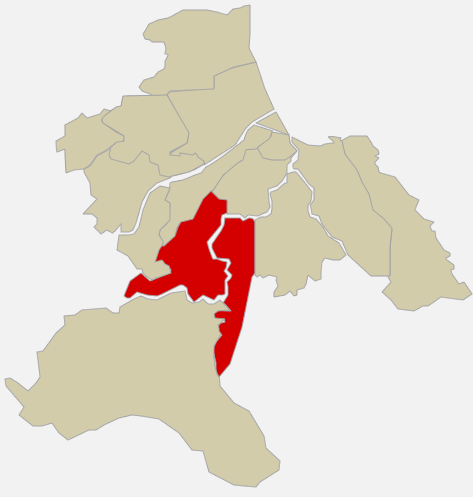
1954年までの三戸郡是川村の行政区

- 1954年（昭和39年）三戸郡是川村が八戸市に編入。

## NHKラジオ中継局概要
| 放送局名          | コールサイン  | 周波数  | 出力 | 放送対象地域 | 放送区域内世帯数 |
| ----------------- | ------------- | ------- | ---- | ------------ | ---------------- |
| NHK青森 ラジオ第1 | なし （JOTQ） | 999kHz  | 1kW  | 青森県       | 約17万世帯       |
| NHK青森 ラジオ第2 | なし （JOTZ） | 1377kHz | 1kW  | 全国         | 約17万世帯       |

- 正式名称は、無線局としてはNHK八戸放送局（支局降格後も）、送信施設としては支局降格前がNHK久保田ラジオ放送所、降格後はNHK八戸ラジオ中継放送所。
- 住所は、八戸市大字是川字久保田9番3号。
- 1986年12月10日に現在地に移転開局している。
- 呼出符号は八戸放送局だったころに定められていたもの。現在は青森放送局の中継局として区分されている。
- なお、青森放送ラジオの八戸中継局は、市内根城にある同社八戸支社内に置かれている。

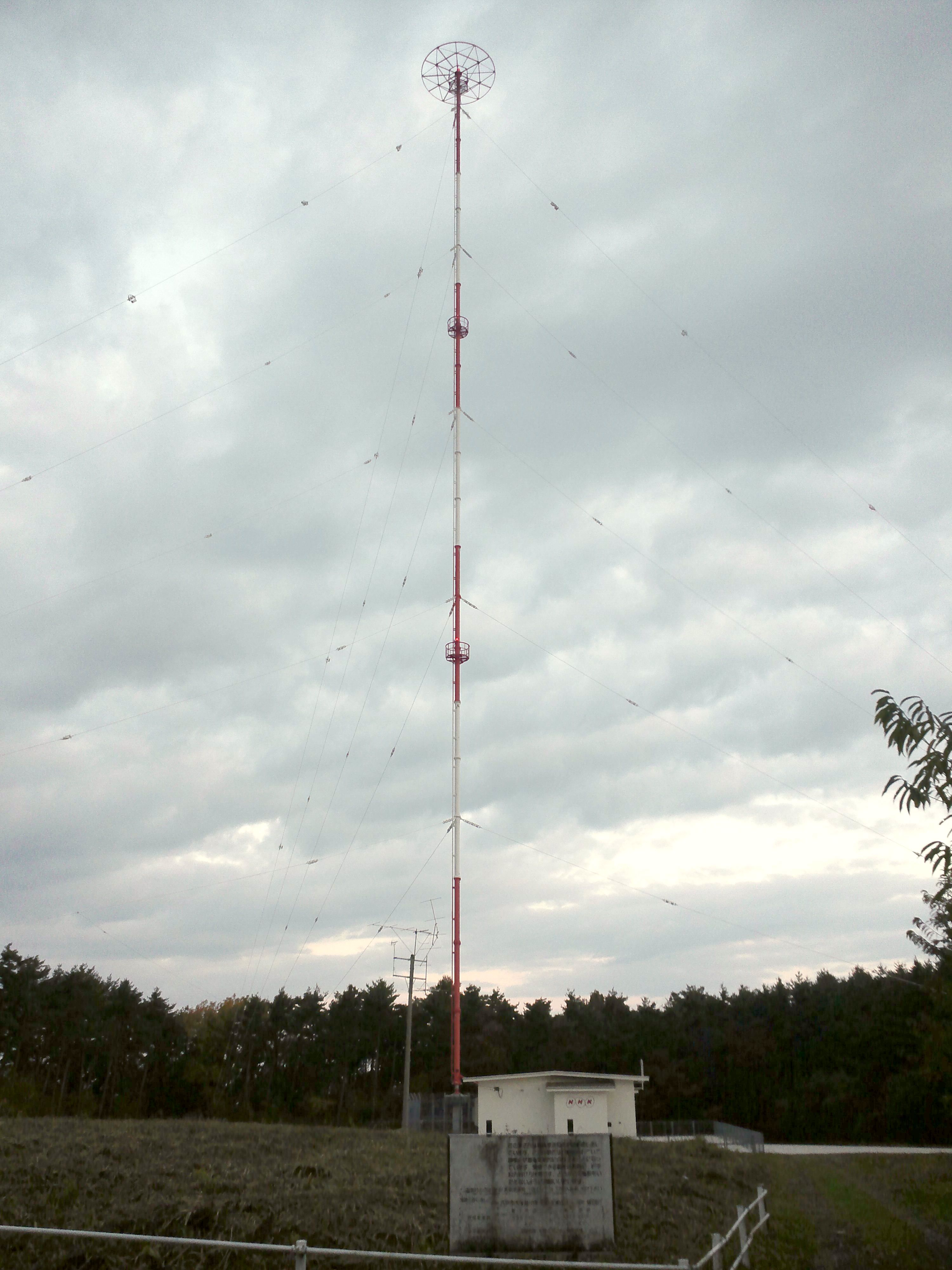
NHK八戸ラジオ中継放送所送信塔全景（2013年11月）
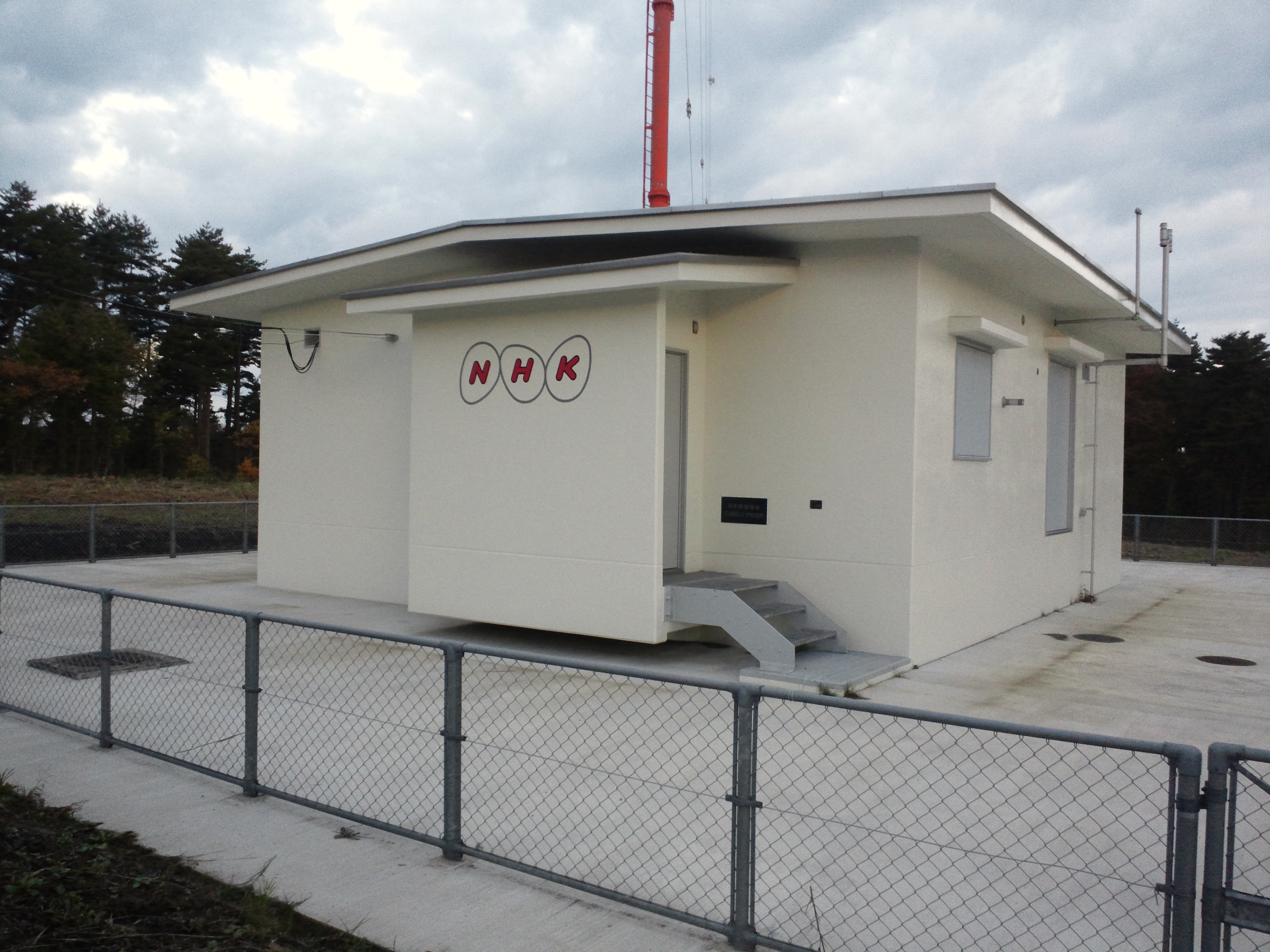
NHK八戸ラジオ中継放送所局舎（2013年11月）